# Ricardo Degoumois
Ricardo Rubén Degoumois (Reconquista, provincia de Santa Fe, 17 de febrero de 1999) es un abogado y piloto argentino de automovilismo de velocidad. Iniciado en el ambiente de los karts, compitió en esta especialidad entre los años 2005 y 2014. Tras esta experiencia, debutó profesionalmente en 2015 compitiendo en la Fórmula Metropolitana, categoría de la que se terminaría consagrando campeón en el año 2016, al comando de un chasis Crespi atendido por la Scuderia Ramini.
La obtención de este campeonato lo hizo acreedor de un ascenso a la divisional TC Mouras de la Asociación Corredores de Turismo Carretera, categoría en la que debutó en el año 2017 al comando de un Ford Falcon. Al mismo tiempo, este título le valdría un reconocimiento en la Fiesta del Deporte, organizada en su ciudad natal.
Entre sus relaciones personales, es hijo de Ricardo Ceferino Degoumois, abogado de la ciudad de Reconquista reconocido por su actividad y alta participación en el ámbito penal de esta localidad.

## Trayectoria
| Año       | Categoría                        | Automóvil       |
| --------- | -------------------------------- | --------------- |
| 2007-2014 | Piloto de karts                  | Karting         |
| 2015      | Debut en Fórmula Metropolitana   | Crespi-Renault  |
| 2016      | Campeón de Fórmula Metropolitana | Crespi-Renault  |
| 2017      | Debut en TC Mouras               | Ford Falcon     |
| 2018      | Debut en TC Pista                | Ford Falcon     |
| 2018      | Debut en TC Pista                | Torino Cherokee |
| 2018      | Debut en TC Pista                | Dodge Cherokee  |
| 2019      | TC Pista                         | Ford Falcon     |
| 2020      | TC Pista                         | Ford Falcon     |

### Resultados completos TC Mouras
| Año                  | Año         | Fechas | Fechas | Fechas | Fechas | Fechas | Fechas | Fechas | Fechas | Fechas | Fechas | Fechas | Fechas | Fechas | Fechas | Fechas | Posición final       |
| Equipo               | Automóvil   | Fechas | Fechas | Fechas | Fechas | Fechas | Fechas | Fechas | Fechas | Fechas | Fechas | Fechas | Fechas | Fechas | Fechas | Fechas | Posición final       |
| -------------------- | ----------- | ------ | ------ | ------ | ------ | ------ | ------ | ------ | ------ | ------ | ------ | ------ | ------ | ------ | ------ | ------ | -------------------- |
| 2017                 | 2017        | 01     | 02     | 03     | 04     | 05     | 06     | 07     | 08     | 09     | 10     | 11     | 12     | 13     | 14     | 15     | 12.º (424.75 puntos) |
| Martínez Competición | Ford Falcon | NP     | 30     | 9.º    | 13     | 26     | 7.º    |        |        |        |        |        |        |        |        |        | 12.º (424.75 puntos) |

- [5]

## Palmarés
| Título  | Categoría             | Automóvil      | Año  |
| ------- | --------------------- | -------------- | ---- |
| Campeón | Fórmula Metropolitana | Crespi-Renault | 2016 |